# 天応西インターチェンジ
天応西インターチェンジ（てんのうにしインターチェンジ）は、広島県呉市天応西条二丁目にある広島呉道路のインターチェンジである。料金所ブースは広島方面入口2個(ETC専用:1,一般:1)、呉方面出口2個(ETC専用:1,一般:1)のみのハーフICである。この料金所では天応西IC - 坂南IC間の料金を徴収する。

## 接続道路
- 国道31号
- 広島県道66号呉環状線

## 沿革
- 1996年8月30日：広島呉道路全線開通に伴い広島方面入口、呉方面出口の機能を担うため設置。

## 周辺
- 呉ポートピアパーク

## 隣
E31 広島呉道路
(2-2)坂南IC（呉方面のみ） - (3-1)天応西IC - (3-2)天応東IC（呉方面のみ）/天応TB